# KF–21 Boramae
A KF–21 Boramae egy dél-koreai fejlesztésű alacsony észlelhetőségű vadászrepülőgép. A kéthajtóműves repülőgép főbb rendszerei szinte mind hazai fejlesztésűek vagy külföldi rendszerek helyben gyártott licencváltozatai. Ez kiemelt fontosságú volt a fejlesztők számára azért, hogy más ország ne korlátozhassa annak exportját. A még fejlesztés alatt álló típus a későbbiekben belső fegyvertérrel lesz felszerelve, amely az F–35-öshöz hasonló ún. ötödik generációs vadászbombázó repülőgépek egyik fő jellemzője. Ennek köszönhetően jelentősen továbbcsökken majd az észlelhetősége.
A program finanszírozásában Indonézia és az Egyesül Arab Emirségek is részt vesz, így várhatóan Dél-Korea mellett ezek az országok is rendszeresítik.

## Fejlesztés története
2001-ben Kim Dae-Jung elnök 2015-ben bejelentette az első saját vadászrepülőgép fejlesztését és rendszerbe állítását. A cél az volt, hogy egy ún. "4,5 genreációs" vadászrepülőgépet hozzanak létre a kiöregedő F-4 és F-5 vadászgépek leváltására. Mindezt a dél-koreai ipar lehető legnagyobb arányú bevonásával, az exportot potenciálisan korlátozó külső szereplők szerepének minimálisra korlátozásával érjék el. Bár a KF-21 hordoz bizony alacsony észlelhetőségű (köznyelvben "lopakodó") repülőgépekre jellemző vonásokat, de ezek nem érik el az 5. generációs vadászrepülőgépek szintjét illetve nem is volt elvárás a Dél-Koreai Légierő részéről, amely mint egy 120 ilyen repülőgépet terez rendszerbe állítani. A fejlesztési programba Indonéziát illetve más országokat is bevontak, amelyek elsősorban mint pénzügyi befektető és jövőbeni rendszeresítő vesznek részt.
A fejlesztésbe számos neves hadiipari vállalatot bevontak, számos technológiát és licencgyártási jogot megvásároltak. A gép kialakításában közre működött többek között az amerikai Lockheed Martin vállalat, ezért is hasonlít a KF-21 az amerikai F-22 vadászrepülőgépre. Mindezek ellenére  repülőgép több mint 80%-ban Dél-Koreában készült alkatrészekből áll össze.
2010-ben jóváhagyta a Védelmi Felvásárlási Program Promóciós Bizottsága a KF-X Projekt alapstratégiáját
2011-12 között zajlott a megvalósíthatósági tanulmány a Védelmi Fejlesztési Ügynökség szervezésében, prototípus-fejlesztő cégként a KAI és a LIG Next 1 közreműködésével.
2015-ben a vezető projektcég kiválasztásra került és az ún. EMD (mérnöki, gyártási és fejlesztési) programra vonatkozó szerződést megkötötték.
2016 Program hivatalos kezdete
2018-19 között befejeződött az előzetes tervezési felülvizsgálat (PDR) akár csak a kritikus tervfelülvizsgálat is (CDR - Critical Design Review) elkészült.
2020-ban megkezdődött az első prototípus végső összeszerelése, amely 2021-ben bemutatásra került a nagyközönségnek
2022 júliusában megtörtént az prototípus első repülése
2023-ban a KF-21 először lépte a hangsebességet illetve először végeztek leválasztási teszteke Meteor és IRIS-T rakétákkal, amelyek a vadászgép fő légiharc-fegyverzetét adják majd.
2024-ban tervezik elkezdeni a KF-21 sorozatgyártását.

## Típusváltozatok
Block 1 - Az első 40 repülőgép kifejezetten légiharcra optimalizált változat lesz korlátozott levegő-föld támadó képességgel. Ezek e gépek a tervek szerint 2028-ig kerülnek átadásra a Koreai Légierő számára.
Block 2 - teljes értékű vadászbombázó, amelyből 80 darabot terveznek legyártani a Koreai Légierő számára 2030-ig.
Block 3 - belső fegyvertérrel és még alacsonyabb észlelhetőséggel rendelkező továbbfejlesztett változat, amely egyelőre csak terv szintjén létezik és fejlesztése 2020-as évek második felében után kezdődhet el.
KF-21N - repülőgép-hordozóra szánt változat, amely egyelőre csak koncepció szintjén létezik.

## Típusjellemzők
Általános jellemzők:
- Személyzet: 1 vagy 2
- Hosszúság: 16,9 m
- Szárnyfesztávolság: 11,2 m
- Magasság: 4,7 m
- Szárnyfelület: 46,5 m2
- Üres tömeg: 11,800 kg
- Bruttó tömeg: 17,200 kg
- Legnagyobb felszálló tömeg: 25,600 kg
- Üzemanyag tömege: 6,000 kg (belső tartályokban)
- Hasznos terhelés: 7,700 kg (külső felfüggesztőkön)
- Hajtómű: 2 × General Electric F414-GE-400K (Hanwha Aerospace által licenc-gyártva), tolóerő egyenként 57.8 kN "szárazon", 97.9 kN utánégetővel

Teljesítmény
- Maximum sebbesség: 2,200 km/h (Mach 1.81)
- Harci hatósugár: 1,000 km
- Áttelepülési távolság: 2,900 km

Fegyverzet:
- Tűzfegyver: 1× 20 mm M61A2 Vulcan gépágyú, 480 lőszerrel
- Külső felfüggesztési pontok száma: 10 (6 szárny alatt, 4 törzs alatt)
- Rakéták és robotrepülőgépek:
  - Légi célok elleni rakéták:
    - MBDA Meteor
    - AIM-120 AMRAAM
    - Diehl IRIS-T
    - AIM-9X Sidewinder
    - ASRAAM (integrációja tervben van)

  - Földi célok elleni rakéták::
    - Taurus KEPD 350
    - AGM-65 Maverick
    - Korean long-range air-to-ground guided missile (Block 2 improvement)
    - MBDA Brimstone (integrációja tervben van)
    - SPEAR 3 (integrációja tervben van)

  - Tengeri célok elleni rakéták::
    - AGM-84 Harpoon
    - Taurus KEPD 350
    - Korean Air-to-Ship Guided Missile-II (integrációja tervben van)
    - SPEAR 3 (integrációja tervben van)
- Bombák:
  -     - CBU-87 CEM
    - CBU-97 SFW
    - GBU-39 SDB (Block 2 változat)
    - Mark 82
    - Mark 84
    - JDAM
    - GBU-54/56 LJDAM
    - GBU-12
    - KGGB
    - CBU-105 WCMD